# Best Laid Plans
Best Laid Plans es una película estadounidense dirigida por Mike Barker y estrenada en el año 1999.

## Argumento
Un joven llamado Nick acaba de meterse en un enorme lío: un traficante de cocaína le exige pagar una deuda -en verdad, un robo- por valor de quince mil dólares antes del fin de semana. Buscando la manera de pagar, Nick y su novia se encuentran con un viejo amigo, quien pronto se vuelve peón y cómplice en un sórdido plan.

## Reparto
- Alessandro Nivola ...  Nick
- Reese Witherspoon ...  Lissa
- Josh Brolin...  Bryce
- Gene Wolande ...  Lawyer
- Jonathan McMurtry ...  Vet
- Father Terrance Sweeney ...  Priest

- Datos: Q830304